# Myriam Van Imschoot

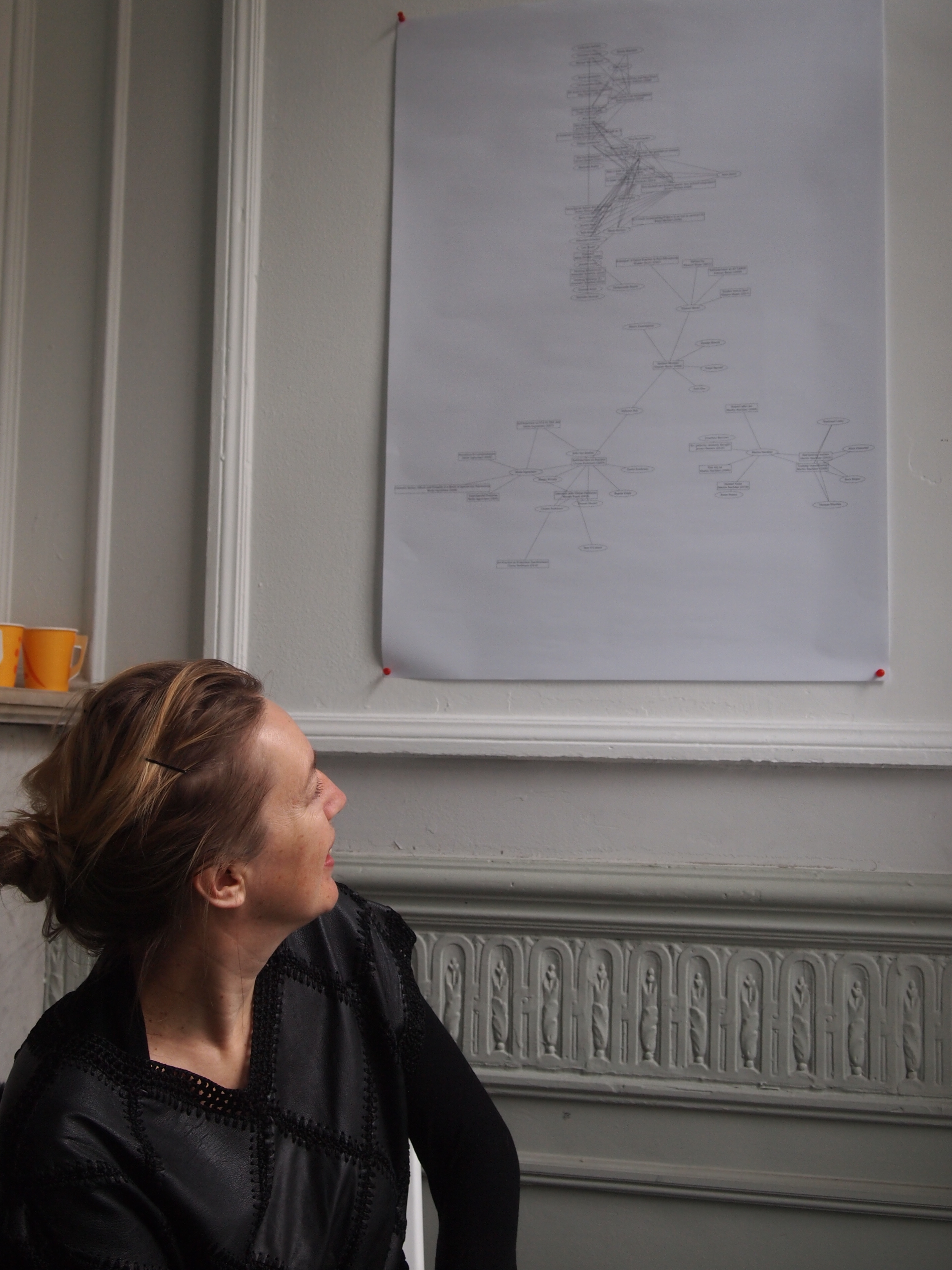
Myriam Van Imschoot

Myriam Van Imschoot (1969) is een Belgisch kunstenares die in Brussel woont en werkt. Ze heeft werkervaring in de dans- en performancewereld als schrijfster, onderzoekster, dramaturge, regisseuse en vocaliste. Ze is actief in verschillende domeinen, zoals de klankkunst, performance, video- en geluidsinstallaties, muziektheater en geluidspoëzie.

## Opleiding en begincarrière
Myriam Van Imschoot is gediplomeerd in de Germaanse Filologie en is gespecialiseerd in Performance Studies aan de Katholieke Universiteit Leuven. Ze begon haar carrière als dansrecensente voor de Gazet van Antwerpen van 1993 tot 1995. Vervolgens ging ze aan de slag bij De Morgen van 1995 tot 1998. In 1995 werd ze overigens ook staflid van het Instituut voor Cultuurwetenschappen aan de Katholieke Universiteit Leuven. Van Imschoot besloot niet langer in de journalistiek te werken en werd in 1998 voltijds onderzoekster aan dezelfde universiteit, met de steun van het Fonds voor Wetenschappelijk Onderzoek. Ze schreef bovendien een doctoraat over de improvisatie in culturen van spontaniteit en de naoorlogse avant-garde. Na haar werk als schrijfster en theoreticus stapte ze de artistieke wereld in.

## Carrière in de artistieke wereld
In haar beginjaren heeft ze in de podiumkunsten vaak als dramaturge samengewerkt met choreografen als onder andere Meg Stuart, Benoît Lachambre en Philipp Gehmacher en was ze meermaals gastregisseuse voor Katja Dreijer en Tristero. Van 2007 tot heden maakt ze ook haar eigen werken. Ze werkte als kunstenares oorspronkelijk met archieven als medium. Zo zijn haar debuutvoorstelling Pick up Voices (2007), gemaakt in samenwerking met Christine De Smedt, en de geluidsinstallatie Black Box (2009) gebaseerd op interviews met artiesten zoals Maria Ribot, Xavier Leroy, Jérôme Bel en Mark Tompkins. De stukken behandelen voornamelijk het performatieve vermogen van archiefdocumenten en hun constructie van alternatieve historiografieën. Dit onderwerp komt ook aan bod in Van Imschoots solo Living Archive (2011) dat de persoonlijke getuigenis weergeeft van een doorsnee buurmeisje met een passie voor mixed tapes.
Landschap en geluid zijn volgens Van Imschoot nauw met elkaar verbonden. Hierdoor experimenteert ze met de publieke ruimte in verschillende werken, zoals bij de vocale performances Vozes de Magaio (2011) die zich afspelen in een berggebied in het noorden van Portugal en Singelstemmen (2012) in de stedelijke ruimte rondom het Centraal Station van Rotterdam. Beide werken zijn gemaakt in samenwerking met beeldend kunstenaar Toine Horvers.
Indien het niet gaat om stukken die zich in de publieke ruimte afspelen, wordt haar werk nationaal en internationaal in Europa en de Verenigde Staten tentoongesteld in onder andere theaters, musea, galerijen en bioscopen. Enkele van die plaatsen zijn Sculpture International Rotterdam, Rumpsti-Pumsti (Musik) (Berlijn), MUU Galleria (Helsinki), Kiasma Theater (Helsinki), Playground Stuk (Leuven), Jan Van Eyck Academie (Maastricht), Vooruit (Gent), Kunstencentrum Buda (Kortrijk), Museo Reina Sofía (Madrid), Operadagen Rotterdam, Pact Zollverein (Essen), HAU (Berlijn), Actoral (Marseille), Extra City Kunsthal (Antwerpen), Magasin des Horizons (Grenoble), De Brakke Grond (Amsterdam), museum MuCEM (Marseille) en Künstlerhaus (Stuttgart). In België is Van Imschoot nauw verbonden met de Pianofabriek (Brussel), Kaaitheater (Brussel) en CAMPO (Gent).
De thema’s in Van Imschoots werken zijn voornamelijk de langeafstandscommunicatie, de kracht van het collectief en van gebaren, fenomenen en stemmen waar in het algemeen niet zoveel aandacht aan wordt geschonken. Haar belangstelling voor deze thema’s weerspiegelt zich in haar werken over schreeuwen, jodelen, de lokroepen van vogels en wuiven. Voorbeelden van zulke werken zijn de jodelduetten Hola Hu (2013) en Kucku (2014) in samenwerking met Doreen Kutzke die de folklore in een nieuw jasje steken. Hola Hu werd op meerdere experimentele muziekfestivals opgevoerd, bijvoorbeeld op het Meakusma Festival in Eupen. Beide jodelduetten werden overigens gepresenteerd in theaters, concertgebouwen en galerijen, soms gecombineerd met de video-installatie Yodel Portraits, interviews met jodelaars. Van Imschoot gebruikte video voor het eerst als medium in de werken Efemeriden (2012) en LIFT (2013), beide gefilmd in het appartementsgebouw waar ze woont. Ondertussen maakte ze al verscheidene andere video- en filmwerken, waaronder haar recentste filmwerk Le Cadeau (2018), in 2018 vertoond op het internationaal documentair en experimenteel filmfestival Homo Ludens. Le Cadeau is een portrettenfilm gemaakt in samenwerking met de Brusselse Youyou-groep waar Van Imschoot al 5 gedurende jaar werken mee heeft gecreëerd.
De radiofone performance What Nature Says (2015) kan beschouwd worden als Van Imschoots internationale doorbraak. De performance werd door de critici van Esitys bekroond als een van de beste stukken van 2015, na de vertoning in het Kiasma museum. What Nature Says toert nog steeds en werd onder meer in september 2018 opgevoerd op het Homo Novus festival.
In haar recentere werken YOUYOUYOU (2014), HELfel (2016), IN KOOR! (2017), Chorus in CC (2017) en Splash! (2018) werkte ze samen met amateuristische performers die een praktijk of gebruik vertolkten, zoals de youyou-kreten, amateurzang of zwemroutines.

## Sarma en Oral Site
Van Imschoot ontwikkelt ook platforms. Zo creëerden Myriam Van Imschoot en Jeroen Peeters het initiatief Sarma, een online platform voor discursieve praktijken en publicaties in het domein van de performance, hedendaagse dans en andere disciplines. Daarnaast zijn Van Imschoot en Peeters samen met Kristien Van den Brande en Tom Engels leden van het artistieke team. Binnen Sarma runnen Van Imschoot en Van den Brande ook Oral Site, een verwant online platform dat bestaat als project ter ondersteuning van digitale kunstenaarspublicaties. Oral Site bevat VolumeSP, een verzameling van op spraak gebaseerde audiowerken en geluidspoëzie.

## Samenwerkingen

### Dansvoorstellingen
Van Imschoot als artistiek medewerkster (Extraction) of dramaturge.
- 2004 - FORGERIES, LOVE AND OTHER MATTERS - Meg Stuart en Benoît Lachambre (choreografie en dans) [14]
- 2006 - Lugares Comunes - Benoît Lachambre (choreografie en artistieke leiding) [15]
- 2007 - Maybe Forever - Meg Stuart en Philipp Gehmacher (choreografie en dans) [16]
- 2009 - Extraction - Marc Vanrunxt (choreografie) [17]
- 2011 - Atelier - Meg Stuart (choreografie en concept) [18]
- 2011 - VIOLET - Meg Stuart (choreografie)  [19]

### Performances
- 2009 - In order of appearance - Aurélien Froment (beeldende kunsten, concept) en Youri Dirkx (concept) [20]
- 2009 - The Great Public Sale of Unrealized but Brilliant Ideas - Sarah Vanhee (concept) [21]
- 2013 - Kroniek - Katja Dreyer (concept) [22]
- 2014 - Maxigolf - Alessandro Bosetti (componist), Monophonic Festival [1]
- 2015 - Pourparlers - Anne-Laure Pigache (concept) [1]

### Theatervoorstellingen
Van Imschoot als coach (Living) of gastregisseuse.
- 2008 - Living - Kristien De Proost (creatie), Youri Dirkx (creatie) en Peter Vandenbempt (creatie) van Tristero en Katleen Geens (creatie), Lorenza Goos (creatie) en Iris Van Cauwenbergh (creatie) [23]
- 2009 - The Search Project - Peter Vandenbempt - Tristero (tekst en regie) [24]
- 2013 - The Search Project XL - Peter Vandenbempt - Tristero (tekst en regie) [25]

### Improvisatieproject
- 2004 - Auf den Tisch! - Meg Stuart (creatie) [26]

## Tentoonstellingen van en met Van Imschoot[1]
- 2009 - Voice Day
- 2011 - Expanded Publications
- 2012 - Invisible Time
- 2014 - Meet the artist meeting the artists
- 2017 - Prétexte #3
- 2018 - Eating Each Other

## Eigen werken

### Performances[7][27]
- 2007 - Pick up Voices (Intimate Strangers Festival)
- 2011 - Living archive (solo)
- 2011 - Vozes de Magaio (vocale performance)
- 2012 - Singelstemmen (vocale performance)
- 2012 - The Waving (tekstgebaseerde performance)
- 2014 - YOUYOUYOU (participatieve vocale performance)
- 2015 - What Nature Says (radiofone performance)
- 2016 - HELfel (vocale performance)
- 2017 - Chorus in CC. A vocal gesture (muziekfestival MaerzMusik)
- 2018 - Splash!

### Film- en videowerken[1]
- 2008 - Fax Film
- 2012 - Efemeriden
- 2013 - LIFT
- 2013 - Yodel Portraits bij Campo
- 2015 - Yodel Portrait Doreen Kutzke
- 2017 - Yodel Portrait Phil Minton
- 2018 - Yodel Portrait YOUYOU
- 2018 - Le Cadeau

### Online platforms
- 2000 - Oprichting van Sarma [11]
- 2012 - Oprichting van Oral Site [12]
- 2015 - VolumeSP [13]

### Jodelduetten[6]
- 2013 - Hola Hu
- 2014 - Kucku

### Geluidsinstallaties[1]
- 2009 - Black Box
- 2009 - Can I be your witness

### Muziektheaterproject[1]
- 2017 - IN KOOR!

### Onderzoeksproject[1]
- 2008 - Crash Landing Revisited (and more)

### Evenementen
- 2010 - VoiceLab [28]
- 2010 - SI [29]
- 2011 - Soirée Paroles [30]